# 2300
2300(이천삼백)은 2299보다 크고 2301보다 작은 자연수다.

## 수학
- 합성수로, 그 약수는 총 18개다. (1, 2, 4, 5, 10, 20, 23, 25, 46, 50, 92, 100, 115, 230, 460, 575, 1150, 2300)
  - 2300의 진약수의 합은 2908이므로, 2300은 과잉수다.
- 23번째 십일각수다. 앞의 십일각수는 2101, 다음은 2508이다.
- 23번째 사면체수다. 앞의 사면체수는 2024, 다음은 2600이다.
- {\displaystyle 93^{4}-1}은 2300으로 나누어떨어진다.

## 과학
- NGC 2300(영어판): 세페우스자리 방향에 있는 렌즈형은하.

## 스포츠
- 2300 아레나: 미국 펜실베이니아주 필라델피아에 위치한 실내 경기장.

## 작품
- 《2300 Jackson Street》: 잭슨 파이브의 정규 음반. (1989년 5월 23일 출시)

## 기타
- 연도: 2300년, 기원전 2300년

## 같이 보기
- 2000